# Thyone deichmannae
Thyone deichmannae is een zeekomkommer uit de familie Phyllophoridae.
De wetenschappelijke naam van de soort werd in 1941 gepubliceerd door Fritz Jensenius Madsen.